# Arcibiskupský exarchát Charkov
Arcibiskupský exarchát Charkov je exarchát ukrajinské řeckokatolické církve nacházející se na Ukrajině.

## Území
Exarchát zahrnuje charkovskou oblast, poltavskou oblast a sumskou oblast.
Exarchátním sídlem je město Charkov, kde se také nachází hlavní chrám - Katedrála svatého Mikuláše.
Rozděluje se do 18 farností. K roku 2015 měl 6000 věřících, 12 exarchátních kněží, 2 řeholní kněze, 2 řeholníky a 5 řeholnic.

## Historie
Exarchát byl zřízen 2. dubna 2014, a to zčásti území arcibiskupského exarchátu Doněck–Charkov.

## Seznam arcibiskupských exarchů
- Vasyl Tučapec, O.S.B.M. (od 2014)